# Julio Viana
Julio Fernando Viana Tuvino (Montevideo, Uruguay, 30 de mayo de 1900 - Montevideo, Uruguay, 6 de febrero de 1981) fue un magistrado uruguayo, quien se desempeñó como Fiscal de Corte y Procurador General de la Nación en forma interina entre 1961 y 1963.

## Primeros años
Nació en Montevideo el 30 de mayo de 1900, hijo de Julio Martín Viana Próspero y de Isabel Tuvino Benítez. 
Cursó estudios en la Facultad de Derecho de la Universidad de la República, donde se graduó como abogado.

## Juez de Paz en la capital
En febrero de 1934 inició su carrera judicial como Juez de Paz de la 17° sección judicial de Montevideo,pasando en junio de 1935 al Juzgado de Paz de la segunda sección del mismo departamento.

## Juez de Paz en el interior
En agosto de 1938 fue trasladado al Juzgado de Paz de la primera sección judicial de Lavalleja, con sede en la ciudad de Minas.

## Fiscal Letrado en la capital
En febrero de 1942 abandonó el Poder Judicial por el Ministerio Público, regresando a Montevideo como Adjunto de la Fiscalía de lo Civil de Tercer Turno.
Luego de diez años de ocupar dicho puesto, al quedar vacante la titularidad de la Fiscalía, y previa venia de la Cámara de Senadores, en octubre de 1952 Viana fue nombrado Fiscal de lo Civil de Tercer Turno.

## Encargado de la Fiscalía de Corte
Encontrándose vacante la Fiscalía de Corte desde 1959, y al retirarse en marzo de 1961 Francisco Pagano que la ocupaba en forma interina, el Consejo Nacional de Gobierno designó como nuevo encargado interino a Viana en su carácter de Fiscal en lo Civil más antiguo.
Ejerció dicho interinato durante casi dos años, hasta que en enero de 1963 fue finalmente designado como nuevo titular Guido Berro Oribe.
Poco después, Viana se acogió a la jubilación.

## Vida personal. Fallecimiento
Contrajo matrimonio en 1933 con Silvana Machado,de quien se divorció, y volvió a casarse en 1963 con Rosa Schweska.
Julio Viana falleció en Montevideo el 6 de febrero de 1981, a los 80 años de edad.